# 若松正志
若松 正志（わかまつ まさし、1963年11月30日 - ）は、日本の歴史学者。京都産業大学教授。専門は日本近世史。石川県金沢市出身。

## 略歴
- 1986年3月　東北大学文学部史学科卒業（国史専攻）　卒業論文は「初期豪商末次平蔵の研究」
- 1988年3月　東北大学大学院文学研究科博士前期課程修了　修士論文は「近世前期における江戸幕府の長崎支配について」
- 1990年3月　東北大学大学院文学研究科博士後期課程中退
- 1990年4月　東北大学文学部史学科助手（国史学第二講座）
- 1993年4月　京都産業大学教養部講師
- 1995年4月　京都産業大学経済学部講師
- 1997年4月　京都産業大学経済学部助教授
- 2000年4月　京都産業大学文化学部助教授
- 2004年4月　京都産業大学文化学部教授

## 著書

### 共著
- （渡辺信夫編）『近世日本の都市と交通』 河出書房新社、1992年
- （渡辺信夫編）『近世日本の生活文化と地域社会』 河出書房新社、1995年
- （丸山雍成編）『日本近世の地域社会論』 文献出版、1998年
- （原田敬一・水野直樹編）『歴史教科書の可能性 「つくる会」史観を超えて』　青木書店、2002年
- （小林克編）『掘り出された都市 日蘭出土資料の比較から』　日外アソシエーツ、2002年
- （片桐一男編）『日蘭交流史 その人・物・情報』　思文閣出版、2002年